# Markuševec
Markuševec je zagrebačko gradsko naselje na sjeveroistočnom dijelu grada. Pripada gradskoj četvrti Podsljeme. Nalazi se zapadno od Markuševečke Trnave, Markuševečkog Popovca, Bidrovca i Vidovca i istočno od Gračana. U njemu je osnovna škola Markuševec s područnom školom u Bačunu i Vidovcu. Prema podjeli ustanovljenoj Statutom Grada Zagreba 14. prosinca 1999., pripada Gradskoj četvrti Podsljeme, a čini zaseban mjesni odbor.
Poštanski broj je 10000.

## Šport i udruge
- NK Prigorje Markuševec
- Šahovski klub Prigorje Markuševec
- Biciklistički klub "Ciklus" Markuševečka Trnava
- MNK Futsal Podsljeme
- Biciklistički klub Vid Ročić
- HPD Sveti Šimun Markuševec – Zagreb
- HKUD Prigorec – Markuševec

## Spomenici i znamenitosti
- Crkva sv. Šimuna i Jude Tadeja

## Poznate osobe
- Gazde, tamburaški sastav

## Vanjske poveznice
- Osnovna škola Markuševec  Arhivirana inačica izvorne stranice od 29. rujna 2014. (Wayback Machine)